# آجی‌آب
آجی‌آب (به لاتین: Adzhiyab) یک منطقهٔ مسکونی در ترکمنستان است که در استان بلخان واقع شده‌است.